# داريل ريتشاردسون
داريل ريتشاردسون (بالإنجليزية: Daryl Richardson)‏ هو لاعب كرة قدم أمريكية أمريكي، ولد في 12 أبريل 1990 في جاكسونفيل في الولايات المتحدة.

## وصلات خارجية
- داريل ريتشاردسون على موقع مرجع كرة القدم المحترفة.كوم (الإنجليزية)